# 奧加諾斯山脈國家公園
23°44′58″N 103°45′51″W / 23.74944°N 103.76417°W

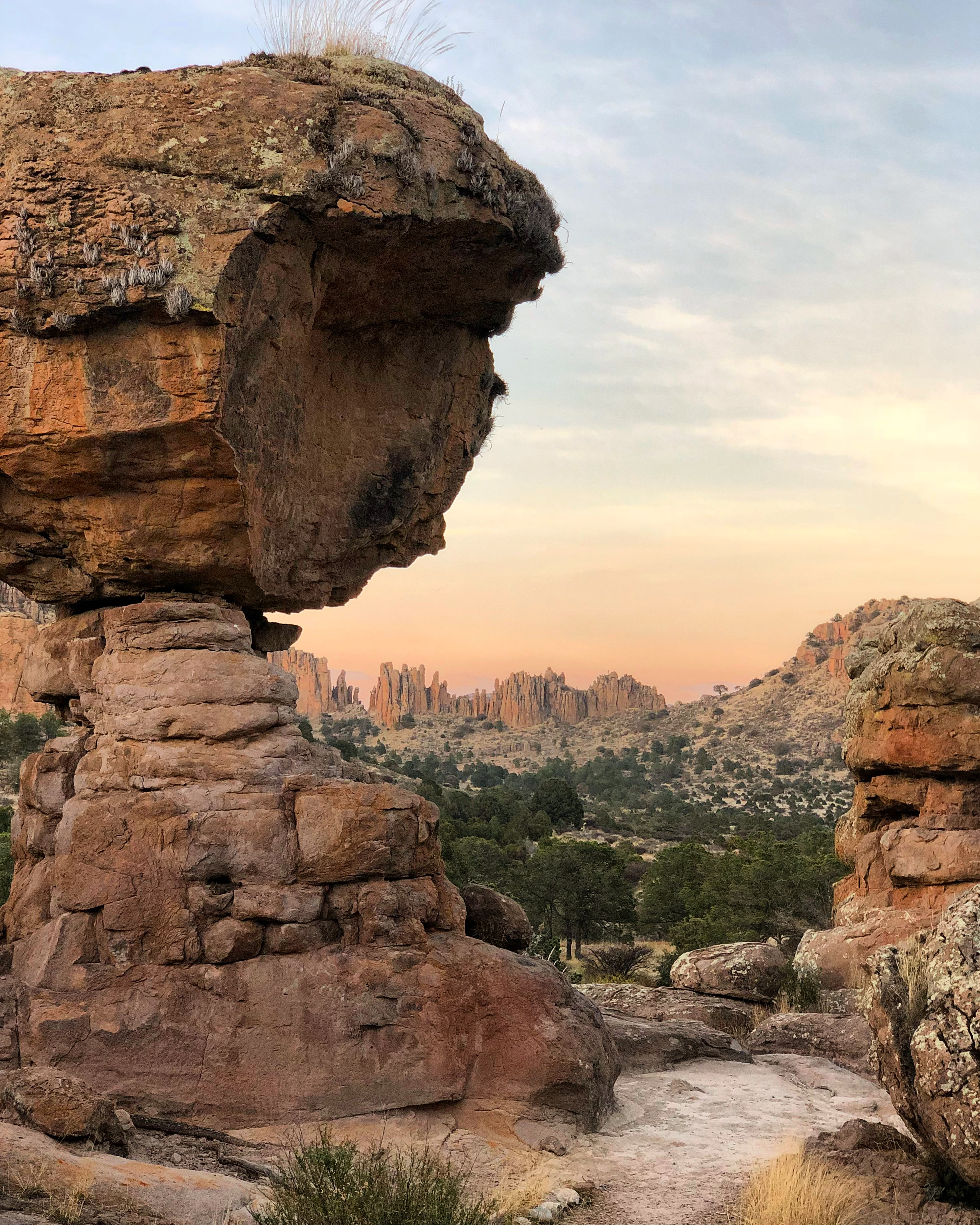

奧加諾斯山脈國家公園是墨西哥的國家公園，由薩卡特卡斯州負責管轄，始建於2000年11月27日，面積11平方公里，最高點海拔高度2,560米。

## 外部連結
- Decreto del Parque Nacional sierra de Órganos
- Descripción de la Sierra de Órganos